# Apollonios Molon
Apollonios Molon (I wiek p.n.e.) – grecki nauczyciel wymowy i retor, pochodzący z Alabandy w Karii.
W 81 p.n.e. został wysłany do Rzymu w sprawie odszkodowań wojennych, gdzie poznał Cycerona, który studiował pod jego kierunkiem w latach 79-77 p.n.e. Molon uczył wymowy Cezara oraz Marka Antoniusza, a także innych polityków rzymskich. Był autorem wielu dzieł, w tym podręcznika wymowy. 